# Kaifu (Changsha)
Kaifu (chinesisch 開福區 / 开福区, Pinyin Kāifú qū) ist ein chinesischer Stadtbezirk der bezirksfreien Stadt Changsha, der Hauptstadt der Provinz Hunan. Der Stadtbezirk hat eine Fläche von 187 km² und zählt 664.800 Einwohner (Stand: 2018). Er liegt am Unterlauf des Xiang Jiang.

## Administrative Gliederung
Auf Gemeindeebene setzt sich der Stadtbezirk aus zehn Straßenvierteln und drei Großgemeinden zusammen. 